# Netzwerk-m
Der netzwerk-m e. V., bis 2012 Ring Missionarischer Jugendbewegungen (RMJ), ist ein Dachverband evangelikaler Prägung von 83 freikirchlichen und kirchengemeinschaftlichen Mitgliedswerken  mit etwa 6.800 haupt- und 30.000 ehrenamtlichen Mitarbeitern, der seine Mitglieder in ihren vielfältigen Kernkompetenzen vertritt und unterstützt, vor allem in den Bereichen Jugend und Familien, Freiwilligenarbeit, Bildung, Flüchtlinge, humanitäre Hilfe, Entwicklungshilfe und Menschenrechte, Inclusion, Diversity, Sport, Musik und gemeinnützige Verwaltung.

## Organisation
Der Verein ist ein Fachverband des Diakonischen Werkes der Evangelischen Kirche in Deutschland (EKD), Mitglied der Arbeitsgemeinschaft der Evangelischen Jugend in Deutschland (aej) und des International Partnership on Religion and Sustainable Development (PaRD). Er ist vom Ministerium für Soziales und Familie des Landes Rheinland-Pfalz als Träger der freien Jugendhilfe anerkannt, ist Träger des Freiwilligen Sozialen Jahres (FSJ) und 1994 Gründer der christlichen Stellenvermittlung CPS, die er bis zum Oktober 2012 weiterentwickelte, danach abgab.

## Geschichte
Der Verein wurde am 5. Dezember 1974 als Ring Missionarischer Jugendbewegungen (RMJ) gegründet. Ausgangspunkt waren gemeinsame missionarische Aktionen während der Olympischen Spiele 1972 in München. Gemeinsames Ziel aller zusammengeschlossenen Einrichtungen ist die Erfüllung des Missionsauftrages nach dem Verständnis gemäß der Lausanner Verpflichtung. Im Jahr 1975 wurde der Verband Mitglied der Arbeitsgemeinschaft der Evangelischen Jugend. Im Jahr 1978 wurde auf der Frankfurter Buchmesse der erste Einsatz im nichtkirchlichen Bereich durchgeführt. 1982 wurde die erste Europäische Konferenz für Leiter jugendmissionarischer Werke mit ca. 140 Teilnehmern durchgeführt. Im Jahr 1983 erhielt der Verband die Anerkennung als Träger des FSJ, ab 2002 auch für das Ausland. 1985 erkannte der Hauptvorstand der Evangelischen Allianz den damaligen Ring Missionarischer Jugendbewegungen offiziell an. 1986 wurde der RMJ zum eingetragenen Verein und vom Land Rheinland-Pfalz als Träger der freien Jugendhilfe anerkannt. Er arbeitete 1988, wie auch bei den Folgeveranstaltungen, maßgeblich bei der Organisation des Jugendkongresses Christival in Nürnberg mit.  1991 wurde gemeinsam mit der Deutschen Evangelischen Allianz und dem AEM ein Spendenprüfzertifikat entwickelt und verliehen. Im Jahr 1992 erfolgte die Aufnahme als Fachverband des Diakonischen Werkes. 1997 wurde der Standort des Hauptbüros von Altenkirchen  nach Kassel verlegt.

## Aufgaben
Der Verein organisiert Projekte, Veranstaltungen und Tagungen, stellt Fachinformationen zu Personal- und Rechtsfragen zur Verfügung und erbringt für über 500 Werke verschiedenste Dienstleistungen.
Das netzwerk-m ist Träger von Freiwilligendiensten wie Freiwilliges Soziales Jahr und Bundesfreiwilligendienst und betreibt dazu auch für andere christliche Freiwilligendienste das Portal deinjahr.org. Es bietet bundesweit FSJ- und BFD-Plätze in etwa 300 Einsatzstellen an, in denen 2024 über 800 Freiwillige im In- und Ausland tätig waren.

## Leitung
Vereinsvorsitzender ist derzeit Gaetan Roy, Missionsleiter des Jugend-, Missions- und Sozialwerkes in Altensteig. Er trat im Februar 2015 die Nachfolge von Andreas Wenzel (Word of Life Europe e.V.) an, der den Vorsitz nach 12 Jahren abgab.

## Mitglieder und Kooperationen
Zu den Mitgliedern des netzwerk-m e.V. gehören unter anderem
- Aktion: In jedes Haus
- Bibellesebund
- Bibelschule Brake
- Campus für Christus
- Deutsche Zeltmission
- DMG interpersonal
- ERF-Medien
- Geschenke der Hoffnung
- Jugend mit einer Mission
- Kirche des Nazareners
- Lebenszentrum Adelshofen
- Liebenzeller Mission
- Missionsgemeinschaft der Fackelträger
- Forum Wiedenest
- Missionswerk Frohe Botschaft
- OAC Missionsteams in Deutschland
- Offensive Junger Christen
- der deutsche Zweig von Operation Mobilisation
- Studentenmission in Deutschland (smd)
- Christusbund.

Kooperationen finden unter anderem mit folgenden Organisationen statt
- Arbeitsgemeinschaft der Evangelischen Jugend
- Arbeitsgemeinschaft Evangelikaler Missionen
- CVJM-Gesamtverband in Deutschland
- Entschieden für Christus
- Deutsche Evangelische Allianz
- Diakonisches Werk